# Linhart IV. z Harrachu
Linhart IV. z Harrachu-Rohrau (česky dříve Leonard IV. z Harrachu, německy Leonhard IV. Freiherr von Harrach zu Rohrau, 1514 – 27. června 1590, Vídeň) byl rakousko-český šlechtic z rodu Harrachů z Rohrau v Dolním Rakousku.

## Život

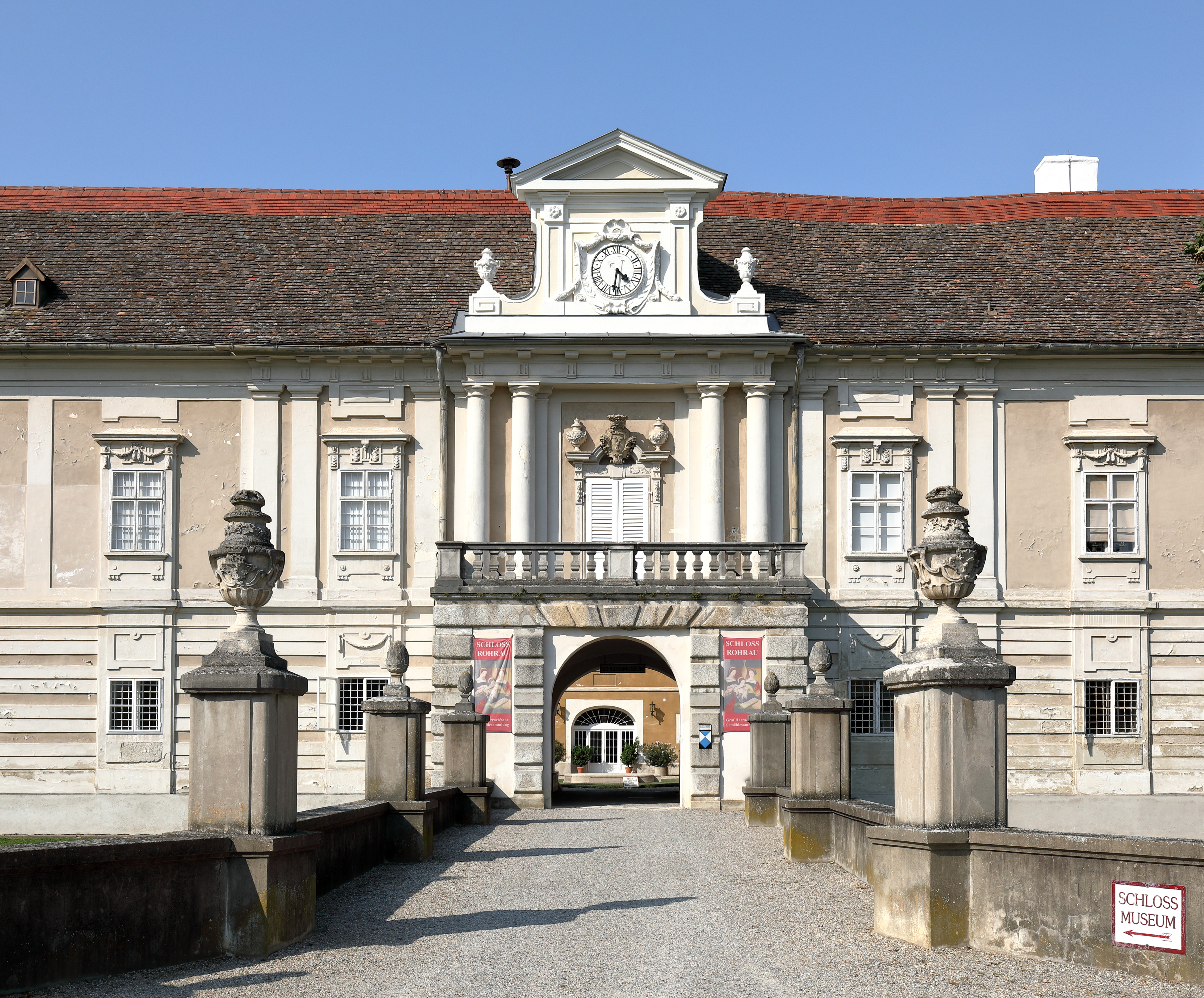
Zámek Rohrau v Dolním Rakousku

Narodil se roku 1514 jako syn Linharta III. z Harrachu-Rohrau (1481–1527) a jeho manželky Barbory z Hlinic (1485–1535), dcery svobodného pána Baltazara z Hlinic-Gleinstättenu a Barbory z Ramingenu. Měl sestru Uršulu (1522–1554), který se 21. června 1540 v Augsburgu provdala za svobodného pána Jana Jakuba Fugera z Kirchberg-Weissenhornu (1516–1575).
Jeho otec Linhart III. z Harrachu v roce 1524 koupil panství Rohrau v Dolním Rakousku. Zámek Rohrau se později stal sídlem rodu.
4. ledna 1552 císař Karel V. Linharta IV. a jeho rodinu povýšil do stavu říšských svobodných pánů z Pürchenstein-Liebensteinu a v roce 1577 do stavu svobodných pánů v Českém království. 2. června roku 1585 mu španělský král Filip II. prostřednictvím arciknížete Ferdinanda II. Tyrolského na Pražském hradě udělil Řád zlatého rouna, stejně jako Vilémovi z Rožmberka, císaři Rudolfovi II. a arciknížatům Karlovi a Arnoštovi. Celou slavnost s pasováním rytířů a banketem zaznamenal pamětní spis s rytinami malíře Anthoni Beyse.
Po 55 letech služby na císařském dvoře se stáhl do Rohrau v Dolním Rakousku, kde nechal přestavět tamní zámek.
Linhart IV. zemřel 27. června 1590 ve věku 76 let. Byl pohřben v augustiniánském kostele ve Vídni.

## Rodina

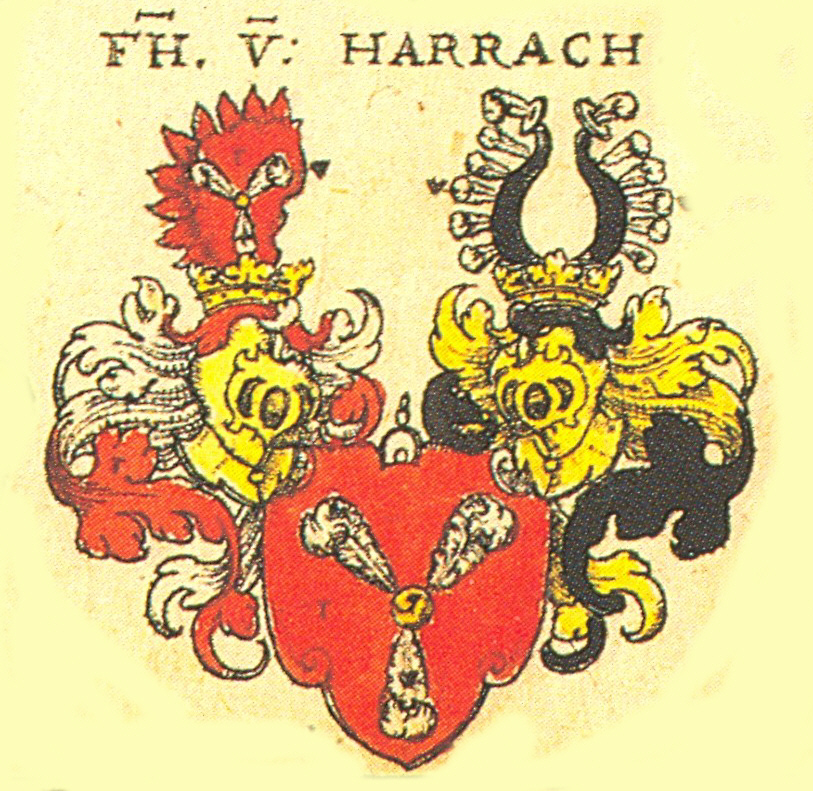
Erb rodu Harrachů (1605)

Linhart IV. z Harrachu-Rohrau se v roce 1536 oženil s Barborou z Windisch-Grätze (kolem roku 1520 - 9. srpna 1580, Linec), dcerou Siegfrieda z Windisch-Grätze († 1541) a Afry Grassweinové.  Měli spolu 16 dětí:  
- Kryštof z Harrachu (1537 - 1539)
- Kraft z Harrachu (1537 - 1537/1550)
- Afra z Harrachu (asi 1538/1539 - 1561), provdaná poprvé za Mořice z Raknic, podruhé za Wolfganga z Königsbergu a Zebensteinu
- Alžběta z Harrachu (* 1539)
- Felicitas z Harrachu (* 1540), provdaná poprvé za svobodného pána Jana Jiřího z Lambergu, podruhé od roku 1570 za Jana z Galenbergu
- Linhart V. z Harrachu-Rohrau (1542 - 5. února 1597, Vídeň), sv. pán z Harachu-Rohrau, 8. srpna 1563 se oženil poprvé s hraběnkou Marií Jakubou z Hohenzollern-Sigmaringenu (1549 - 1578), podruhé 15. září 1578 s hraběnkou Annu z Ortenburgu († 1602)
- Barbora z Harrachu (* 1543), vdaná od 10. září 1559 za Mořice II. z Ditrichštejna (* 1522)
- Kryštof z Harrachu (* 1545)
- Markéta z Harrachu (* 1546), provdaná v roce 1569 za Ferdinanda Hoffmanna von Strechau-Grünbühelu († 1597)
- Teobald z Harrachu (1547 - 1569)
- Anna z Harrachu (* 1548), provdaná od 28. srpna 1569 za Kryštofa z Rapachu
- Justýna z Harrachu (1550 - 1572), provdaná 12. ledna 1571 za svobodného pána Friedricha z Windhagu († 30. září 1598)
- Marie z Harrachu (1551 - 1598), provdaná poprvé za Baltazara z Prösingu, podruhé za vojevůdce Kryštofa z Teuffenbachu († 1598)
- Theodorik z Harrachu (1553 - 1569)
- Helena z Harrachu (1555 - 1555/1570)
- Zuzana Veronika z Harrachu (1558 - 12. června 1617), provdaná 20. května 1576 za Ferdinanda Helfricha z Meggau (1533 - 10. července 1585)